# 류블랴나 시청사

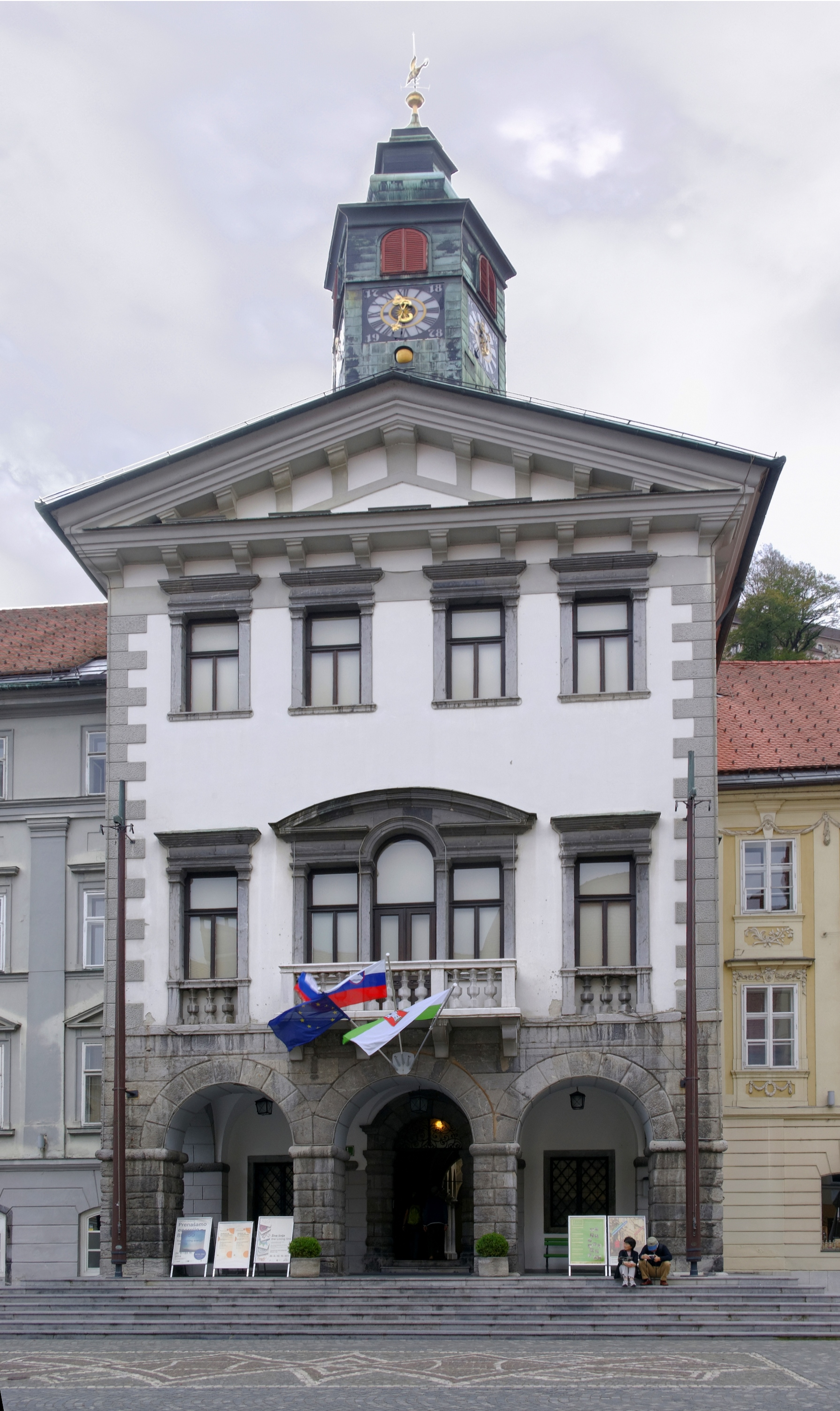
류블랴나 시청사

류블랴나 시청사(슬로베니아어: Mestna hiša)는 슬로베니아의 수도인 류블랴나에 있는 시청 건물이다. 류블랴나 대성당과 가까운 도심의 도시광장에 위치해 있다. 원래 건물은 1484년 고딕 양식으로 지어졌으며, 아마도 크란스카 건축가 페테르 베즐라이의 설계도에 따른 것으로 보인다.